# Enrico Baj
Enrico Baj (31. října 1924 Milán – 16. června 2003 Vergiate) byl italský malíř, anarchista a patafyzik se vztahem k surrealismu.

## Život
Enrico Baj studoval malířství na Akademii výtvarných umění v Breře a na univerzitě v Miláně. Od počátku 50. let 20. století sledoval cestu paralelní se surrealismem. Ve svých novátorských projevech by mohl být srovnáván s F. Picabiou. V roce 1951 založil spolu s S. Dangelem hnutí Movimento nucleare (nebo Movimento Arte Nucleare), považované za italský protějšek uměleckého hnutí CoBrA. Svůj prvý manifest publikovali oba umělci v Bruselu.
V roce 1953 se sblížil s malířem Asgerem Jornem. Společně založili Mezinárodní hnutí za imaginistický Bauhaus. Uspořádal také mezinárodní setkání keramiků v Albisole, jehož se zúčastnili malíři Roberto Matta a Roland Giguère.
Od roku 1955, po setkání s Eduardem Jaguerem se účastnil výstav uměleckého hnutí Phases. Po setkáních s E. L. T. Mesensem v Londýně, Marcelem Duchampem a Arturo Schwarzem v New Yorku se v roce 1962 v Paříži poznal s André Bretonem. Později se účastnil i mezinárodních surrealistických projektů. Pomohl anarchistickému hnutí v Itálii i jinde ve světě. Věnoval několik svých děl Mezinárodnímu středisku pro výzkum anarchismu v Lausanne, což tomuto středisku umožnilo z jejich prodeje do galerií uskutečnit některé projekty.
Enrico Baj se účastnil také Patafysického hnutí a byl jmenován „satrapou“ s titulem Imperator Analogico Patafysického kolegia v Miláně. 

## Monografie
- Enrico Baj, Enrico Baj, Paris, Filipacchi, 1980, ISBN 285018408X.
- Enrico Baj, Lettres 1953-1961. Musée d'Art Moderne, 1989, ISBN 2907571044.
- Enrico Baj, Jean Baudrillard, Enrico Baj, Galerie Beaubourg, Éditions La Différence, 1991,ISBN 2729106170.
- Enrico Baj, Inactualité de l'art et Pataphysique suivi du Manuel de survie, collection L'art en écrit, Paříž, éditions Jannink, 1998.
- Enrico Baj, Sous l'art, l'or, Atelier de création libertaire, 2002, ISBN 2905691832
- Enrico Baj, La Patafisica, Milano, Abscondita, 2009.
- Enrico Baj, Ecologia dell’arte, Milano, Abscondita, 2013.

### Kolektivní díla
- Joyce Mansour, Ça, avec Enrico Baj, Paříž, Le Soleil noir, 1970.
- Enrico Baj a Laurent Chollet, Grand Tableau antifasciste collectif, Éditeur Dagorno, 2000, ISBN 2910019632.
- Enrico Baj, Gilbert Perlein, Jacqueline Péglion, Enrico Baj, monstres, figures, histoires d'Ubu, exposition au Musée d'Art moderne et d'Art contemporain de Nice, 1998-1999, Régie Autonome Comptoirs, 2000, ISBN 2901412912.
- Alain Jouffroy, Silvia Pegoraro a Enrico Baj, Baj chez Proust, les Guermantes, Éditeur Skira, 2000, ISBN 8881187744.
- Matthieu Messagier a Enrico Baj, Un carnet du dedans, Collection Avant Post, Éditeur Urdla, 2002, ISBN 2914839057.
- Enrico Baj a Paul Virilio, Discours sur l'horreur de l'art, Atelier de création libertaire, 2003, ISBN 2905691840 .